# رهایم نکن
رهایم نکن نام یک مجموعه تلویزیونی ایرانی به تهیه‌کنندگی علی پورکیانی و کارگردانی و نویسندگی محمدمهدی عسگرپور است که در سال ۹۷–۱۳۹۶ تولید شده‌است. این سریال در ماه رمضان سال ۱۳۹۷ از تلویزیون پخش شد.

## خلاصه داستان
رسول تولایی به عنوان بزرگتر، محبوب و مورد اعتماد چند خانواده است. وضع مالی او خیلی خوب است. او صاحب یک گاراژ بزرگ است که ارثیه پدری است و به واسطه آن صاحب یک شرکت حمل و نقل هم شده‌است. رسول دست به خیر است و در طول این سال‌ها همیشه دست اعضای خانواده را گرفته و مثل سایه‌ای روی سر خانواده بوده‌است. با ورود یک زن به نام شهره، به داستان، همه چیز به هم می‌خورد. این زن که گویا از رازی بزرگ خبر دارد می‌خواهد به عنوان حق‌السکوت، اجازه شراکت در یک سرمایه‌گذاری بزرگ را از رسول بگیرد. این سرمایه‌گذاری مربوط به کوبیدن گاراژ قدیمی و بازسازی مدرن آن است. از طرفی گاراژ محل کار و درآمد عده زیادی استادکار و کارگر است. رسول با تعقیب شهره متوجه می‌شود که او با اسم و اطلاعات نادرست از وضعیت خانوادگیش قصد کلاهبرداری از او دارد. کشمکش‌های بعدی حول تلاش رسول برای پنهان نگهداشتن این راز است که او را بیشتر و بیشتر وارد منجلاب می‌کند. تا اینکه آذر، عشق قدیمی او پیدا می‌شود و زندگی او را وارد مرحله جدیدی می‌کند…
این اعتماد به واسطه بازخوانی گذشته خدشه دار می‌شود. خانواده‌هایی که هر کدام با مشکلاتی دست و پنجه نرم می‌کنند و در پی یافتن مقصر اصلی هستند.

## بازیگران
- امین تارخ (رسول تولایی)
- فریبا متخصص (آذر همسر دوم رسول)
- محمدرضا هدایتی (جهان برادر رسول)
- مارال فرجاد (شهره قوامی)
- نیما شعبان‌نژاد (امیر پسر رسول)
- حسین ملکی (عباس پدر آذر)
- علیرضا استادی (جلال همسر راضیه)
- مریم بوبانی (مرضیه خواهر رسول)
- کاظم هژیرآزاد (کمال برادر جلال)
- رحمان باقریان
- معصومه قاسمی پور (راضیه خواهر رسول)
- دنیا مدنی (فرناز دختر مرضیه)
- بابک بهشاد (یحیی)
- شیرین آقارضاکاشی (ماه منیر مادر آذر)
- مانی رحمانی (پیمان پسر جهان)
- سهی‌بانو ذوالفقار (دوست شهره)
- سودابه جعفرزاد (ثریا همسر جهان)

## موسیقی
موسیقی متن فیلم این سریال بر عهدهٔ علیرضا کهن دیری می‌باشد که پیش تر در سریال آوای باران آثار او را شنیده بودیم. تیتراژ پایانی این سریال را محمد اصفهانی خوانده و ترانه‌سرای تیتراژ روزبه بمانی است.

## بازخورد
رهایم نکن قصه نزاع دائمی میان خیر و شر است. روایت چالش ابدی و نوسان میان خوبی و بدی در انسان است. این جدال هم در درون هر انسان وجود دارد و بیانگر تقابل همیشگی میان وسوسه گناه از یک طرف و آموزه‌های اخلاقی و دینی و ارزش‌های انسانی از طرف دیگر است. علاوه بر درون انسان، این تقابل می‌تواند در اجتماع و در تعامل و روابط انسانی نمود داشته باشد. در این حالت انسان‌هایی نماینده خیر و انسان‌های دیگری نماد شر می‌گردند. تقابل انسان‌هایی که برای منافع شخصی دست به هر کاری می‌زنند در برابر آدمهایی که به حلال و حرام و اخلاقیات معتقدند و زندگی با شرافت و قناعت را به ثروت و مکنت همراه با دروغ و فریب ترجیح می‌دهند.
سؤال فلسفی دیگری که سریال مطرح می‌کند این است که آیا پول و ثروت خوشبختی می‌آورد؟ اگر این گونه است چرا آرامش زندگی خانواده تولایی پس از آگاهی از راز رسول و تقسیم مال او میان اعضای خانواده از بین می‌رود و ذره ای احساس خوشبختی به خانواده افزوده نمی‌شود. درگیری‌های متعدد میان خواهران و برادران و حرص شدید جهان (محمدرضا هدایتی) برادر کوچکتر خانواده برای سود بیشتر، موید این ادعاست که ثروت به خودی خود خوشبختی و آرامش نمی‌آورد بلکه برعکس، درگیری و اضطراب و برخوردها را بیشتر می‌کند.
جواب سریال به سوالاتی از این دست این است که تنها و تنها عشق می‌تواند باعث آرامش، خوشبختی و رهایی انسان‌ها شود. عشق آذر تنها معنی و بهانه ادامه زندگی برای رسول است و عشق یحیی به فرناز نوری است که به زندگی تاریک و پر از سیاهی او می‌تابد و او را که به بن‌بست کامل رسیده و حتی بر اثر افسردگی شدید اقدام به خودکشی کرده‌است به زندگی بازمی‌گرداند. اما آیا عشق رسول و آذر در نهایت به سعادت و رهایی رسید؟ آیا توبه رسول و بخشودگی او و عروج عرفانی او ارزش از دست دادن او و تنهایی آذر را داشت؟
یکی از منتقدان در مورد این سریال نوشت؛ جدا از محبوبیت امین تارخ بازیگر نقش اول این سریال، باید اعتراف نمود که نقش او در فیلم‌های مناسبتی و ماه رمضان به شدت کهنه و تکراری شده‌است و همین امر در نظر مخاطب با وجود موضوع متفاوت، یک نگاه کلیشه ای ایجاد می‌کند. دست‌اندرکاران این سریال شخصیت و موقعیت را به درستی پیش نمی‌برند و همین امر باعث می‌شود که خواه و ناخواه تعبیرات وارونه ای را جلوه دهد. سریال رهایم نکن در انتخاب بازیگران بیشترین خطا را داشته‌است و از همه مهمتر به موضوع سخت و پیچیده‌ای می‌پردازد که آن را ساده و کم مایه جلوه می‌دهد.

## سانسور
بخش‌هایی از قسمت شانزدهم این سریال که در مورد تجاوز بوده‌است توسط صدا و سیمای ایران سانسور شده و بازپخش این قسمت نیز از شبکه سوم ایران انجام نشده‌است.